# Repartimiento
El Repartimiento és la institució que regulava la quantitat d'indígenes (i més tard, d'esclaus) que rebia cada espanyol per a ser utilitzats en les feines agrícoles i mineres. La forta disminució del nombre d'indis a Amèrica del Sud (degut als treballs infrahumans que realitzaven, al desarrelament familiar, i a les malalties, entre altres causes), va fer que se substituís el Repartimiento per l'Encomienda. Tot i que van coexistir en algunes etapes, aquesta segona institució obligava als senyors a oferir protecció i adoctrinament a la població indígena que els servia.
Després de l'intent fallit de la Corona Espanyola per suprimir l'Encomienda (1542, Lleis d'Índies), i degut a la falta de mà d'obra indígena, es va tornar a implantar el Repartimiento, però amb un funcionament diferent. En aquesta nova versió, els indígenes propers a una població espanyola havien d'oferir un nombre mínim de treballadors (entre el 2% i el 4%) per a fer tasques agrícoles i urbanes, depenent del que decidís l'Alcalde Major de la ciutat.